# Luigi Galizzi
Luigi Galizzi (Ponte San Pietro, 31 dicembre 1838 – Bergamo, 29 marzo 1902) è stato un pittore italiano.

## Biografia
Luigi Galizzi nacque da Giovanni Battista fornaio e Santa Colleoni figlia di un notaio, a Ponte San Pietro dove risulta battezzato il 2 gennaio 1839 con il nome di Angelo Luigi nell'antica parrocchia di San Pietro. Le buone condizioni economiche della famiglia gli permisero di iscriversi solo dodicenne nel 1850 ai corsi di pittura di Enrico Scuri dell'Accademia Carrara di Bergamo dove rimase per un ventennio che gli permise di prestare il servizio militare nel 1860 nel suo paese natale così da proseguire gli studi in accademia.

Nei primi anni di studio ricevette molti premi: nel 1854 la medaglia d'oro alla Scuola delle Statue; nel 1855 la medaglia d'argento alla scuola di Nudo con soggetto Laocoonte, quello successivo la medaglia d'argenteo sempre per il Corso di Nudo con la pittura avente soggetto una immagine rappresentante il dolore, nel 1857 ricevette una menzione per la scuola del Colorito avente tema la raffigurazione di un guerriero del XVI secolo, e nel 1858 sempre per la scuola del Colorito con soggetto il Fornaretto di Venezia. Nel 1861 Galizzi dipinse il Ritratto di garibaldino quale saggio per la Scuola del Colorito che ben rappresenta la preparazione del giovane nel saper gestire con scioltezza il graduale gioco delle ombre e delle luci, ma non ancora la capacità di raffigurare lo spirito che quella divisa doveva evocare.

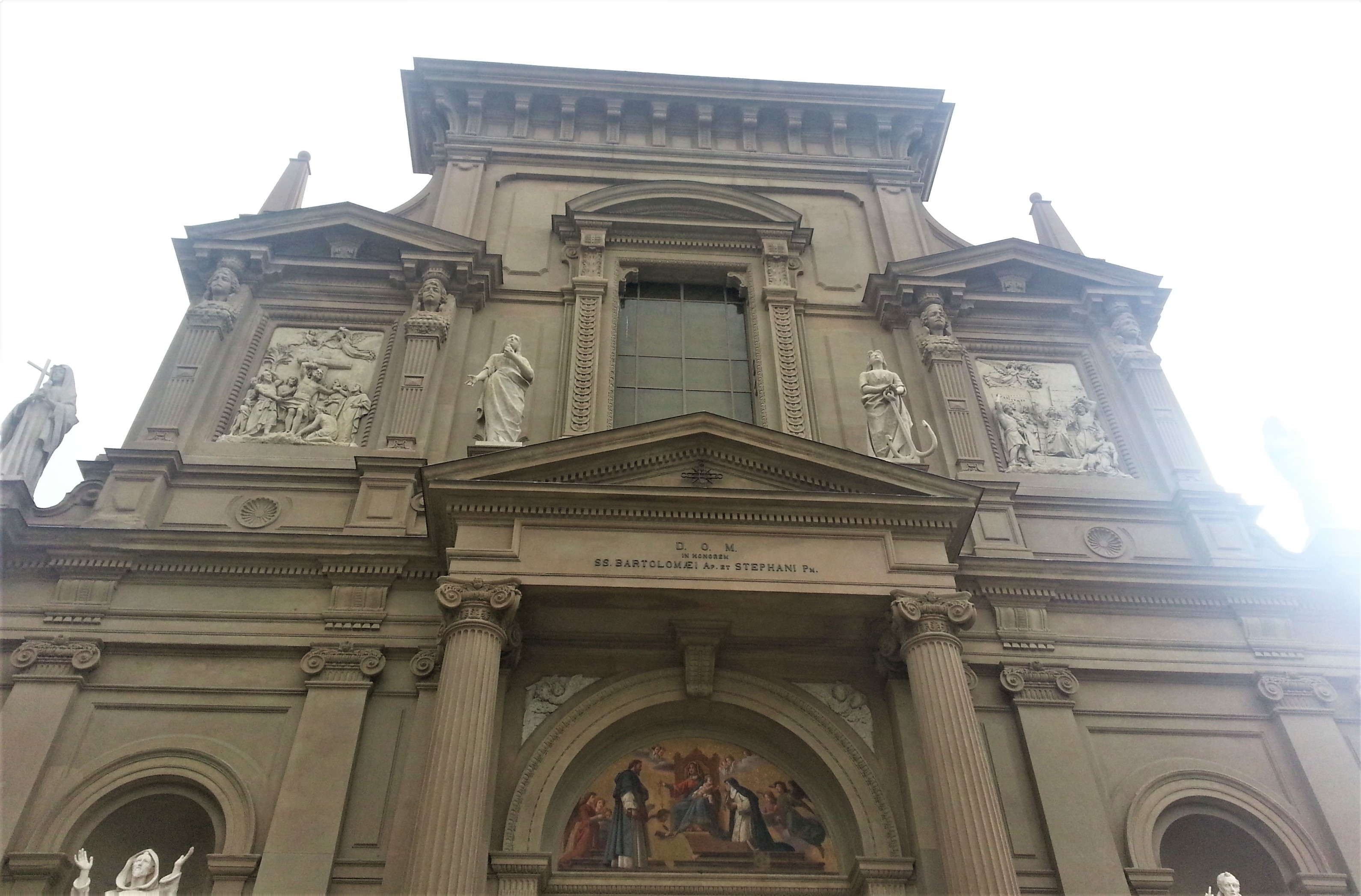
particolare della chiesa dei Santi Bartolomeo e Stefano

Negli anni di studio la sua vicinanza con il maestro lo portò a conoscere e sposare il 27 ottobre 1870 la figlia Selene, anche lei pittrice e figlia anche di Caterina sorella del pittore Carlo Landriani di Soresina. Dal questa unione nacquero sei figli: Abigaille (1871 – 1932), Carlo (1873 – 1933) medico, nonché assessore del comune di Bergamo e ottimo paesaggista, Caterina (1876 – 1947), Enrico (1877 – 1890), Camillo (1880 – 1962). architetto molti attivo nella realizzazione di edifici di culto Giovanni Battista (1882 – 1963) incisore e pittore. La vicinanza tra lo Scuri e il Galizzi fa presupporre che vi fosse nel maestro la certezza che questo fosse il suo prosieguo, quello che nei corsi di pittura potesse proseguire il proprio indirizzo artistico in un periodo di grande cambiamenti culturali che vedevano cadere il romanticismo accademico.
Alla morte del maestro nel 1884 si presentò il dover sostituire la dirigenza in Accademia. Al Galizzi fu assegnato il compito di supplente, incarico che aveva già occupato durante la malattia dello Scuri. Venne fatto un concorso a cui parteciparono molti artisti del territorio lombardo. Galizzi eseguì il dipinto della Creazione di Adamo e la lunetta raffigurante San Luigi Gonzaga che soccorre un appestato allegando alla domanda il suo pensiero: Io sono convinto che per fare il maestro basta esattamente conoscere della pittura ciò che nella lingua si dice grammatica, ed avere la costante pazienza di insegnarla agli analfabeti che incominciano lo studio. I principi elementari sono imprescindibili, e dagli stessi può sorgere tanto un Raffaello che un Rembrandt, tanto un Appiani che un Michetti, sempre che a Dio piaccia di far nascere un Genio. [...] La frequenza ed universalità delle esposizioni, a cui concorrono tante diverse maniere, gareggiando direi così a cercare il voto della maggioranza, apre ai giorni nostri una specie di scuola complementare. A questa deve necessariamente accedere il giovane cultore dell'arte, quando abbia imparato il disegno, copiato qualche buon quadro antico e fatta una prova quanto può essere quella del concorso biennale della nostra Accademia. Ivi prendere notizie dell'arte vivente, e, sempre col vero, fonte inesauribile, innanzi agli occhi, accordandosi più o meno secondo l'inclinazione sua propria alla nota dominante procederà da se. A questa conclusione, che riduce l'Accademia ad una scuola elementare (o poco più) convengono ormai giovani e vecchi. Il defunto mio Maestro ne era pur persuaso; e tanto più quanto maggiormente inculcava ai giovani lo studio di quella benedetta grammatica. Li avrebbe voluti robusti e sicuri nei principi appunto perché potessero a tempo debito giudicare e scegliere di moto proprio, godere insomma di una libertà vera e non illusoria Ma l'Accademia aveva avuto quarant'anni di dirigenza dello Scuri con non poche polemiche e Galizzi riprese quindi la sua attività artistica principalmente di affrescatore di opere d'arte.
Nel 1886 fu invitato a dipingere la lunetta d'ingresso della chiesa cittadina dei Santi Bartolomeo e Stefano che se non era importante come opera è da considerarsi un lavoro di rilievo per la centralità del luogo.

## Opere
- Decorazione del medaglione con l'immagine dell'Annunciazione, Visitazione e angeli che con i fiori nel transetto di destra della Chiesa di Santa Maria Immacolata delle Grazie di Bergamo nel 1867;[6]
- Medaglioni della volta della chiesa dei santi Gervasio e Protasio di Vercurago nel 1870;
- Ritratti dell'avvocato Beretta, e di Paolo Frassoni di Ponte S. Pietro nel 1871
- Quindici Misteri per la chiesa del paese natale con la moglie Selene e il suocero poi perduti nel 1871
- Affreschi per la chiesa di San Bartolomeo di Marne nel 1871
- Gli evangelisti e angeli con altri oggetti liturgici affrescati nella chiesa dei Santi Pietro e Paolo di Levate, elencati nel catalogo dell'Esposizione di Brera del 1871.
- Restauro degli affreschi di Giovanni Brighenti nella chiesa dedicata alla Santissima Trinità della frazione di Vilminore di Scalve  e affreschi del santuario della Madonna dei Campi a Stezzano nel 1873.[7]
- Affreschi della chiesa dei Santi Pietro e Paolo di Levate, posti sopra l'ingresso;
- Tre medaglioni e la pala d'altare della chiesa parrocchiale di San Salvatore a Comun Nuovo nel 1874;
- Ritratto di Daminelli di Levate nel 1874;
- affrescatura dei peducci della chiesa di San Lazzaro di Bergamo nel 1874;
- Pittura della lunetta con san luigi Gonzaga che riconcilia Rodolfo con il duca di Mantova Vincenzo per il Duomo di Chiari nel 1874. Il dipinto è stato esposto nel catalogo annuale braidensi dell'Accademia Carrara nel 1874;
- Affrescatura della seconda lunetta di Chiari con la raffigurazione di San Luigi Gonzaga che soccorre un appestato nel 1875;
- La tela della volta dell'oratorio di Calusco raffigurante Cristo che benedice i fanciulli che venne esposta nel 1876 all'Accademia Carrara nel 1875;
- Gloria del Santissimo Sacramento e santi Ambrogio da Milano, Tommaso d'Aquino, Bernardo da Chiaravalle e Agostino da Ippona affreschi della volta della chiesa dei santi Nazario e Celso a Curnasco del 1868;
- Pitture nella chiesa di Osio Sotto con la raffigurazione del Battesimo di Gesù nelle acque del Giordano, la tela raffigurante san Giuseppe a Treviolo nel 1875;
- Affrescatura per la chiesa di Calusco dedicata alla Vergine Maria nel 1875. Questo fu il lavoro di maggior impegno dell'artista tanto che chiederà la sua valutazione all'Accademia Carrara …soprattutto prego la Nobile Commissaria di voler accordare la sua attenzione alle mie pitture di Calusco (…) perché ivi ebbi la fortuna di dipingere io solo tutta una chiesa nuova e grandiosa, potendo così collegare in certo modo fra loro le singole medaglie a formare un’opera colossale.[8]
- Affreschi della chiesa di Locate, Orio e Redona nel 1876;
- Quadro a olio su tela raffigurante San Giuseppe con il quale vinse la medaglia d'argento all'esposizione per il Giubileo di Pio IX nel 1877;
- Dipinto dell'Immacolata per la chiesa di San Lazzaro di Bergamo, un piccolo lavoro nella frazione di Tresolzio di Ponte San Pietro nel 1877
- Transito di san Giuseppe ultimazione del dipinto iniziato dal suocero nel 1884 per la chiesa di Sant'Alessandro della Croce.[9]
- Affrescatura della cupola della chiesa di San Lazzaro e della cappella dedicata alla Madonna di Pompei a Milzano nel 1897